# ミストレス・アメリカ
『ミストレス・アメリカ』（原題:Mistress America）は、2015年に公開されたアメリカ合衆国のコメディ映画。監督はノア・バームバック、主演はグレタ・ガーウィグとローラ・カークが務めた。本作は日本国内で劇場公開されなかったが、iTunesなどでの配信が行われている。

## ストーリー
新入生のトレイシー・フィシュコはバーナード・カレッジの環境に馴染めずにいた。ほどなくして、トレイシーは同学年のトニーと親しくなり、彼に恋心を抱くようになった。しかし、トニーは別の女性（ニコレット）と交際し始めたため、トレイシーは一層深い孤独を覚えるようになった。その後、母親の勧めもあって、トレイシーはニューヨークに暮らす義姉、ブルックの元を訪ねることにした。
トレイシーがブルックの家に到着するや否や、ブルックはトレイシーを連れて夜の街へと繰り出した。トレイシーは夜の街での体験に衝撃を受け、それを題材にしたエッセイを大学が発効する文学雑誌に寄稿することにした。その後、トレイシーはブルックと一緒に時間を過ごすようになった。ブルックは美味しい物なら洋の東西を問わず扱うレストランを開業しようとしており、そのための資金を恋人から調達していた。ところが、ほどなくして、恋人からの資金援助が断たれるという事態が発生した。資金を自力で調達する必要に迫られパニックになったブルックはトレイシーと一緒に霊媒師の元を訪れた。霊媒師の言葉は謎めいたものだったが、トレイシーはそれを「旧友のマミー＝クレアから資金を調達しなさい」という意味に解釈した。マミー＝クレアはブルックの恋人を奪った挙げ句、ビジネスのアイデアまでも盗んだ人であった。その一件以来、ブルックはマミー＝クレアと絶交状態にあった。
トレイシーとブルックはトニーのが運転する車でマミー＝クレアの住むコネティカット州へ行くことになり、トニーとトレイシーの浮気を疑ったニコレットもその旅に同行することになったが、そのためにややこしい事態が引き起こされてしまった。

## キャスト
- ブルック・カーディナス - グレタ・ガーウィグ
- トレイシー・フィシュコ - ローラ・カーク
- マミー＝クレア - ヘザー・リンド（英語版）
- カレン - シンディ・チャン（英語版）
- ニコレット - ジャスミン・シーファス・ジョーンズ（英語版）
- トニー - マシュー・シアー（英語版）
- スティーヴィー・フィシュコ - キャスリン・アーブ
- ディラン - マイケル・チャーナス（英語版）
- パーティーの主催者 - レベッカ・ナオミ・ジョーンズ（英語版）
- エッセイの中で戯画化されたブルック - ミッキー・サムナー（英語版）

## 音楽
2014年12月30日、ディーン・ウェアハムとブリッタ・フィリップスが本作で使用される楽曲を手掛けることになったと報じられた。2015年8月14日、ミラン・レコーズが本作のサウンドトラックを発売した。

## 公開・マーケティング
2015年1月9日、フォックス・サーチライト・ピクチャーズが本作の全世界配給権を獲得したとの報道があった。24日、本作はサンダンス映画祭でプレミア上映された。6月3日、本作のオフィシャル・トレイラーが公開された。

## 評価
本作は批評家から好意的に評価されている。映画批評集積サイトのRotten Tomatoesには176件のレビューがあり、批評家支持率は82%、平均点は10点満点で7.38点となっている。サイト側による批評家の見解の要約は「ノア・バームバックとグレタ・ガーウィグがコラボした『ミストレス・アメリカ』はベストな結果を出している。俳優たちの魅力とバームバック監督のダークなウィットを底抜けに愉快なストーリーへ昇華させている。」となっている。また、Metacriticには42件のレビューがあり、加重平均値は75/100となっている。